# Milene Pavorô
Milene Regina Uehara (Campinas, 7 de abril de 1980), mais conhecida como Milene Pavorô e Kerma, é uma bailarina e assistente de palco brasileira.
O sobrenome Uehara vem da parte do pai que é japonês.
Ficou famosa pelo seu dialeto caipira, e seus bordões "Pavorô" e "Aí eu dou valor" viraram sua marca.
Atualmente faz parte do elenco do Programa do Ratinho, onde participa de quadros e apresenta o "Jornal Rational" junto com o apresentador.

## Vida e carreira
Milene viveu a infância e a adolescência em Barão Geraldo, um distrito de Campinas, com seu pai Nelson, sua mãe Solange e seus irmãos Márcia e Marcelo. Desde pequena gostava de dançar, com apenas 4 anos de idade já fazia balé clássico. Começou a carreira aos 15 anos, dando aulas de jazz e dançando em grupos de hip hop e axé music. Ela também sabe alguns movimentos de karatê, modalidade esportiva na qual é faixa preta.
Em 1999, ganhou um concurso de dança no programa da Carla Perez: depois disso, a coreógrafa da emissora na época, Joyce Kermann, a chamou para trabalhar como bailarina no programa Fantasia. Em 2002 saiu para cursar os últimos anos da faculdade de Educação Física, na qual é formada.

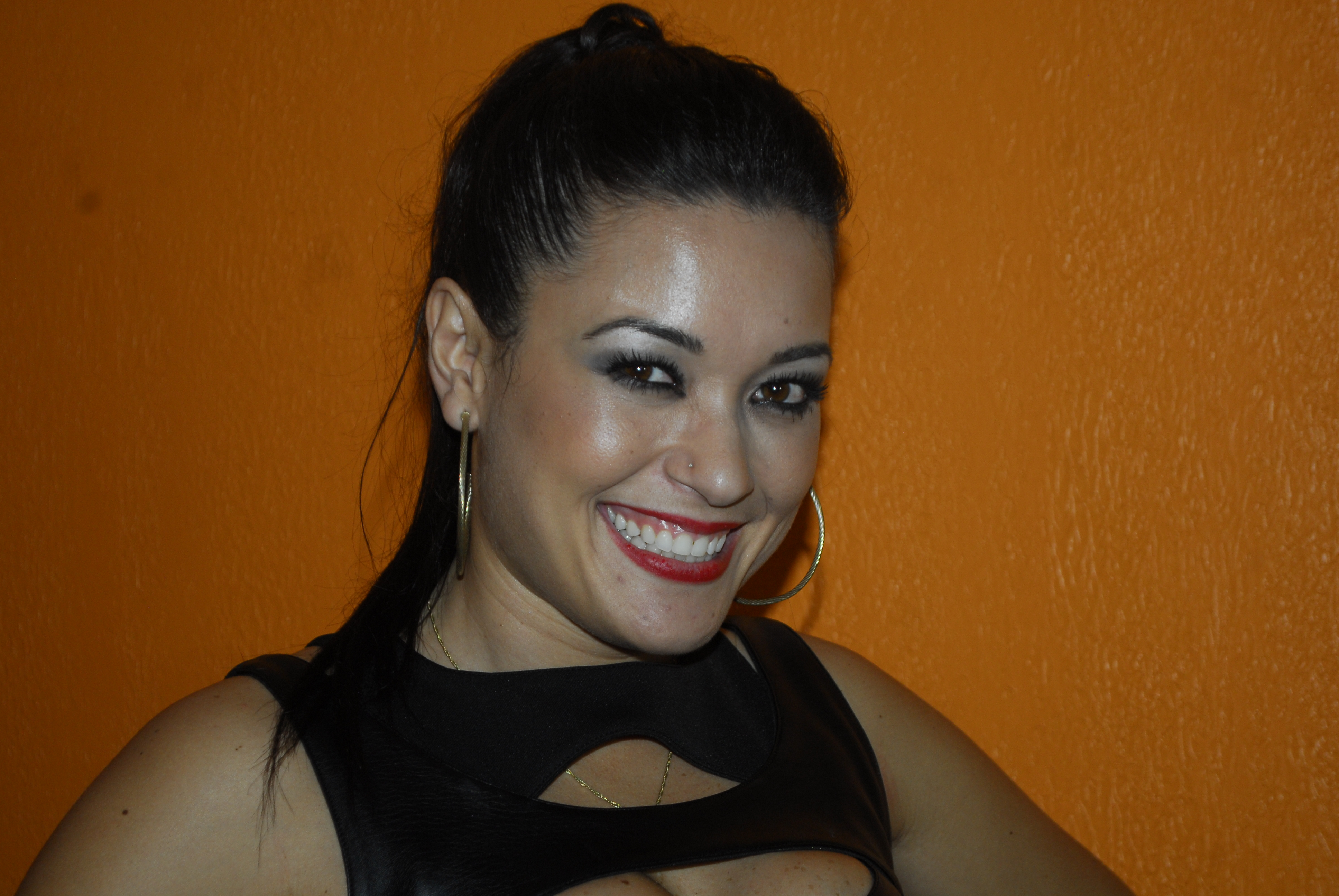
Milene Uehara em 2012.

Em 2004, retornou ao SBT, enquanto trabalhava paralelamente com o cantor Leonardo fazendo shows, conciliava com as gravações do Programa Silvio Santos.
Os apresentadores Ratinho e Celso Portiolli também gostavam de conversar com Milene nos bastidores, por causa do seu dialeto. Em uma brincadeira, o Ratinho a chamou para ler os e-mails que os telespectadores mandam para o programa: com as tiradas engraçadas e a sua forma de contar, Milene deu um toque a mais de humor e o quadro acabou dando certo. Aos poucos começou a interagir com o apresentador, até se tornar fixa no elenco da atração, juntamente com os colegas de palco: Valentina, Marquito, Xaropinho, Faxinildo e Rhenata Schmidt, que continuam como destaques até hoje, sob o comando do Ratinho.

### Como cantora
Em 2014, gravou um CD de músicas juninas chamado O Arraiá da Pavorô, que conta com 13 faixas para animar as festas dessa época do ano. No repertório, clássicos como "Capelinha de Melão", "Pula Fogueira", "Festa do Interior", isso é lá com "Santo Antônio", "Asa Branca", entre outras canções. Milene já tinha gravado um outro CD com 20 cantigas infantis, intitulado Milene Pavorô - Cantigas de Escola - Volume 1.
Ela também gosta de criar e cantar raps, sua música mais famosa é "Pavorô ou Não Pavorô?".
Em 2019, virou tema de uma música sertaneja, composta por Mário Soares e interpretada pelo cantor Marcel Kogos.